# Francisco Javier Ochoa de Echagüen Estibález
Francisco Javier Ochoa de Echagüen Estibález (Vitòria, 4 de setembre de 1954) és un escaquista i directiu d'escacs basc, que té el títol de Mestre Internacional des de 1981. Llicenciat en ciències químiques, és el president de la Federació Espanyola d'Escacs.

## Resultats destacats en competició
Va ser subcampió d'Espanya l'any 1992, per darrere del Gran Mestre Juan Mario Gómez Esteban. Va ser campió d'Espanya juvenil l'any 1974 i campió d'Espanya d'escacs actius l'any 1989. Va guanyar l'Obert de Sitges el 1985, per damunt de Jaan Eslon, i l'Obert Internacional d'Andorra l'any 1989.
Va participar, representant Espanya, a les Olimpíades d'escacs en cinc ocasions, els anys 1976 a Haifa, 1982 a Lucerna, 1984 a Salònica, 1986 a Dubai i 1988 a Tessalònica. Va guanyar la medalla d'or individual en el primer tauler reserva a l'Olimpíada de Salònica en a l'any 1984.

## Directiu d'escacs
És l'actual president de la Federació Espanyola d'Escacs, càrrec que ocupa des del novembre de 1997, i de la Federació Iberoamericana d'Escacs.